# IMSA SportsCar Championship

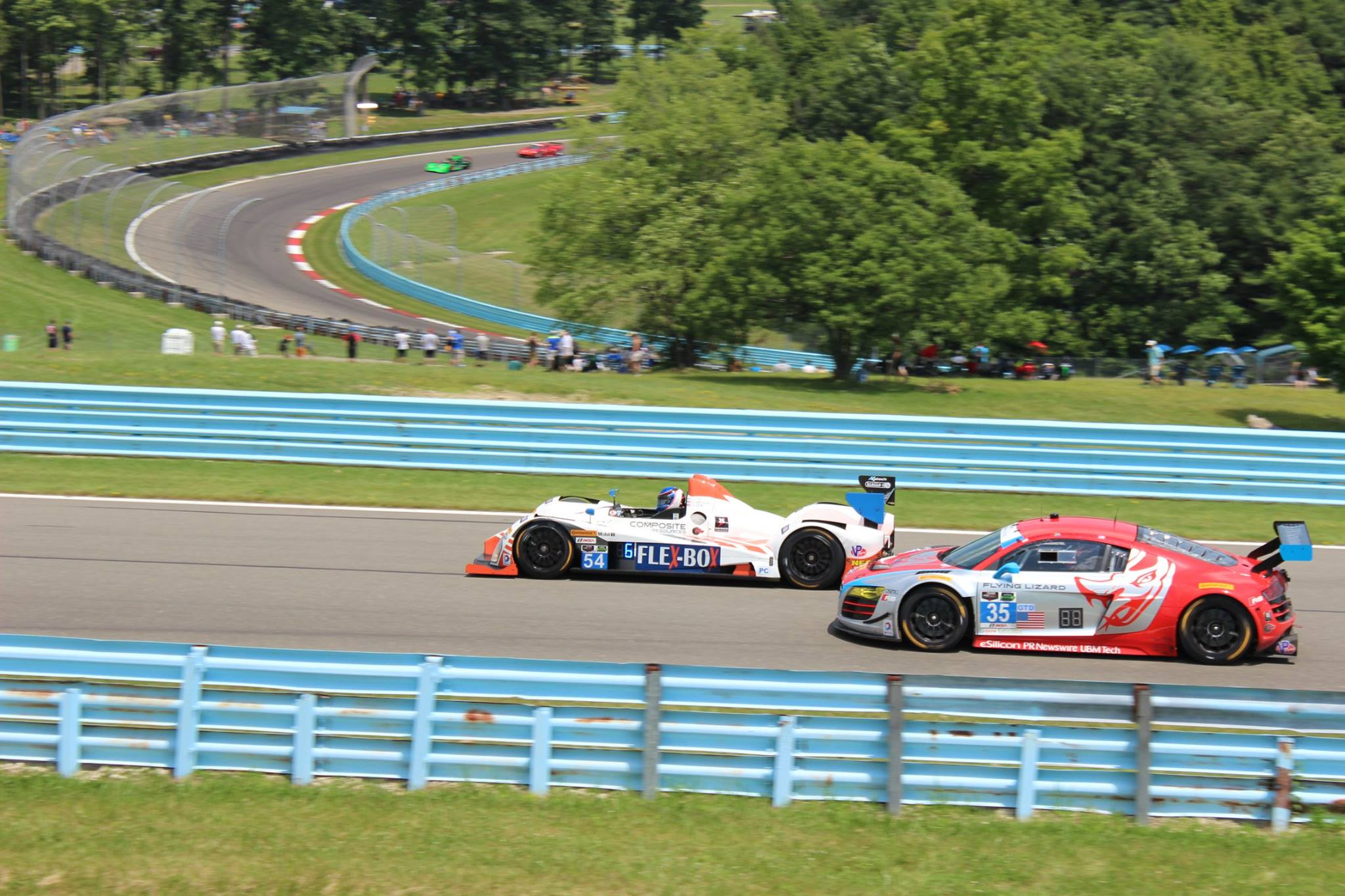
Wyścig Sahlen's Six Hours of The Glen w 2014 roku

IMSA SportsCar Championship – seria wyścigowa samochodów sportowych organizowana w Stanach Zjednoczonych i w Kanadzie, zarządzana przez International Motor Sports Association (IMSA). Powstała w wyniku połączenia American Le Mans Series i Rolex Sports Car Series, które zostało sfinalizowane 5 września 2012 roku. Oficjalną nazwę serii ogłoszono 14 marca 2013, kiedy podpisano pięcioletnią umowę sponsorską z firmą Rolex, która jest właścicielem marki Tudor. Od 2016 roku głównym sponsorem serii jest firma WeatherTech, a pełna nazwa serii brzmi IMSA WeatherTech SportsCar Championship.
Mistrzostwa rozpoczęły działalność od 24-godzinnego wyścigu Daytona 25-26 stycznia 2014 roku.

## Struktura klas
W mistrzostwach IMSA SportsCar Championship ścigają się:
Prototypy:
- Daytona Prototype International (DPi) – samochody zbudowane w ramach regulacji IMSA Daytona Prototype International. Samochody te bazują na prototypach LMP2 określonych w regułach na 2017 rok.
- Le Mans Prototype 2 (LMP2) – samochody zbudowane w ramach regulacji FIA/ACO LMP2 na rok 2017. W tej klasie każda załoga musi składać się z przynajmniej jednego kierowcy z brązową kategorią FIA.
- Le Mans Prototype 3 (LMP3) – samochody zbudowane w ramach regulacji ACO LMP3 na rok 2020.

Samochody GT:
- GT Daytona Pro (GTD Pro) – klasa korzystająca z samochodów według regulacji FIA GT3, w której rywalizują załogi fabryczne oraz załogi prywatne z profesjonalnymi kierowcami[3].
- GT Daytona (GTD) – klasa korzystająca z samochodów według regulacji FIA GT3.

## Mistrzowie

### Mistrzostwo IMSA

#### Mistrzostwa kierowców
| Sezon | Prototype                         | Prototype Challenge             | GT Le Mans                   | GT Daytona                          | GT Daytona                          |
| ----- | --------------------------------- | ------------------------------- | ---------------------------- | ----------------------------------- | ----------------------------------- |
| 2014  | João Barbosa Christian Fittipaldi | Jon Bennett Colin Braun         | Kuno Wittmer                 | Dane Cameron                        | Dane Cameron                        |
| 2015  | João Barbosa Christian Fittipaldi | Jon Bennett Colin Braun         | Patrick Pilet                | Townsend Bell Bill Sweedler         | Townsend Bell Bill Sweedler         |
| 2016  | Dane Cameron Eric Curran          | Alex Popow Renger van der Zande | Oliver Gavin Tommy Milner    | Alessandro Balzan Christina Nielsen | Alessandro Balzan Christina Nielsen |
| 2017  | Jordan Taylor Ricky Taylor        | James French Patricio O'Ward    | Antonio García Jan Magnussen | Alessandro Balzan Christina Nielsen | Alessandro Balzan Christina Nielsen |
| 2018  | Eric Curran Felipe Nasr           |                                 | Antonio García Jan Magnussen | Bryan Sellers Madison Snow          | Bryan Sellers Madison Snow          |
| Sezon | Daytona Prototype International   | Le Mans Prototype 2             | GT Le Mans                   | GT Daytona                          | GT Daytona                          |
| 2019  | Dane Cameron Juan Pablo Montoya   | Matt McMurry                    | Earl Bamber Laurens Vanthoor | Mario Farnbacher Trent Hindman      | Mario Farnbacher Trent Hindman      |
| 2020  | Ricky Taylor Hélio Castroneves    | Patrick Kelly                   | Antonio García Jordan Taylor | Mario Farnbacher Matt McMurry       | Mario Farnbacher Matt McMurry       |
| Sezon | Daytona Prototype International   | Le Mans Prototype 2             | Le Mans Prototype 3          | GT Le Mans                          | GT Daytona                          |
| 2021  | Pipo Derani Felipe Nasr           | Ben Keating Mikkel Jensen       | Gar Robinson                 | Antonio García Jordan Taylor        | Zacharie Robichon Laurens Vanthoor  |
| Sezon | Daytona Prototype International   | Le Mans Prototype 2             | Le Mans Prototype 3          | GT Daytona Pro                      | GT Daytona                          |
| 2022  | Tom Blomqvist Oliver Jarvis       | John Farano                     | Jon Bennett Colin Braun      | Matt Campbell Mathieu Jaminet       | Roman De Angelis                    |

#### Mistrzostwa zespołów
| Sezon | Prototype                                  | Prototype Challenge              | GT Le Mans                 | GT Daytona                                 | GT Daytona                                 |
| ----- | ------------------------------------------ | -------------------------------- | -------------------------- | ------------------------------------------ | ------------------------------------------ |
| 2014  | #5 Action Express Racing                   | #54 CORE Autosport               | #93 SRT Motorsports        | #94 Turner Motorsport                      | #94 Turner Motorsport                      |
| 2015  | #5 Action Express Racing                   | #54 CORE Autosport               | #911 Porsche North America | #63 Scuderia Corsa                         | #63 Scuderia Corsa                         |
| 2016  | #31 Action Express Racing                  | #8 Starworks Motorsport          | #4 Corvette Racing         | #63 Scuderia Corsa                         | #63 Scuderia Corsa                         |
| 2017  | #10 Konica Minolta Cadillac                | #38 Performance Tech Motorsports | #3 Corvette Racing         | #63 Scuderia Corsa                         | #63 Scuderia Corsa                         |
| 2018  | #31 Whelen Engineering Racing              |                                  | #3 Corvette Racing         | #48 Paul Miller Racing                     | #48 Paul Miller Racing                     |
| Sezon | Daytona Prototype International            | Le Mans Prototype 2              | GT Le Mans                 | GT Daytona                                 | GT Daytona                                 |
| 2019  | #6 Acura Team Penske                       | #52 PR1/Mathiasen Motorsports    | #912 Porsche GT Team       | #86 Meyer Shank Racing with Curb-Agajanian | #86 Meyer Shank Racing with Curb-Agajanian |
| 2020  | #7 Acura Team Penske                       | #52 PR1/Mathiasen Motorsports    | #3 Corvette Racing         | #86 Meyer Shank Racing with Curb-Agajanian | #86 Meyer Shank Racing with Curb-Agajanian |
| Sezon | Daytona Prototype International            | Le Mans Prototype 2              | Le Mans Prototype 3        | GT Le Mans                                 | GT Daytona                                 |
| 2021  | #31 Whelen Engineering Racing              | #52 PR1/Mathiasen Motorsports    | #74 Riley Motorsports      | #3 Corvette Racing                         | #9 Pfaff Motorsports                       |
| Sezon | Daytona Prototype International            | Le Mans Prototype 2              | Le Mans Prototype 3        | GT Daytona Pro                             | GT Daytona                                 |
| 2022  | #60 Meyer Shank Racing with Curb-Agajanian | #8 Tower Motorsport              | #54 CORE Autosport         | #9 Pfaff Motorsports                       | #27 Heart of Racing Team                   |

#### Mistrzostwa producentów
| Sezon | Prototype                       | GT Le Mans     | GT Daytona  |
| ----- | ------------------------------- | -------------- | ----------- |
| 2014  | Chevrolet                       | Porsche        | Porsche     |
| 2015  | Chevrolet                       | Porsche        | Ferrari     |
| 2016  | Chevrolet                       | Chevrolet      | Audi        |
| 2017  | Cadillac                        | Chevrolet      | Ferrari     |
| 2018  | Cadillac                        | Ford           | Lamborghini |
| Sezon | Daytona Prototype International | GT Le Mans     | GT Daytona  |
| 2019  | Acura                           | Porsche        | Lamborghini |
| 2020  | Acura                           | Chevrolet      | Acura       |
| 2021  | Cadillac                        | Chevrolet      | Porsche     |
| Sezon | Daytona Prototype International | GT Daytona Pro | GT Daytona  |
| 2022  | Acura                           | Porsche        | BMW         |

### Michelin Endurance Cup
W latach 2014–2018 ten puchar nazywał się Patrón North American Endurance Cup.

#### Kierowcy
| Sezon | Prototype                                            | Prototype Challenge                         | GT Le Mans                              | GT Daytona                                      | GT Daytona                                      |
| ----- | ---------------------------------------------------- | ------------------------------------------- | --------------------------------------- | ----------------------------------------------- | ----------------------------------------------- |
| 2014  | João Barbosa Christian Fittipaldi                    | Jon Bennett Colin Braun James Gue           | Michael Christensen Patrick Long        | Townsend Bell Bill Sweedler                     | Townsend Bell Bill Sweedler                     |
| 2015  | João Barbosa Christian Fittipaldi                    | Mike Guasch Tom Kimber-Smith Andrew Palmer  | Antonio García Jan Magnussen            | Al Carter Cameron Lawrence                      | Al Carter Cameron Lawrence                      |
| 2016  | João Barbosa Christian Fittipaldi                    | Robert Alon José Gutiérrez Tom Kimber-Smith | Oliver Gavin Tommy Milner               | Alessandro Balzan Christina Nielsen             | Alessandro Balzan Christina Nielsen             |
| 2017  | Filipe Albuquerque João Barbosa Christian Fittipaldi | James French Kyle Masson Patricio O'Ward    | Patrick Pilet Dirk Werner               | Jeroen Bleekemolen Mario Farnbacher Ben Keating | Jeroen Bleekemolen Mario Farnbacher Ben Keating |
| 2018  | Eric Curran Felipe Nasr                              |                                             | Joey Hand Dirk Müller                   | Jeroen Bleekemolen Ben Keating Luca Stolz       | Jeroen Bleekemolen Ben Keating Luca Stolz       |
| Sezon | Daytona Prototype International                      | Le Mans Prototype 2                         | GT Le Mans                              | GT Daytona                                      | GT Daytona                                      |
| 2019  | Pipo Derani Felipe Nasr Eric Curran                  | Cameron Cassels Kyle Masson                 | Ryan Briscoe Richard Westbrook          | Jeroen Bleekemolen Ben Keating Felipe Fraga     | Jeroen Bleekemolen Ben Keating Felipe Fraga     |
| 2020  | Ryan Briscoe Renger van der Zande                    | Simon Trummer                               | John Edwards Jesse Krohn                | Bryan Sellers Madison Snow Corey Lewis          | Bryan Sellers Madison Snow Corey Lewis          |
| Sezon | Daytona Prototype International                      | Le Mans Prototype 2                         | Le Mans Prototype 3                     | GT Le Mans                                      | GT Daytona                                      |
| 2021  | Alexander Rossi Filipe Albuquerque Ricky Taylor      | Ben Keating Mikkel Jensen Scott Huffaker    | Gar Robinson Scott Andrews              | Tommy Milner Nick Tandy                         | Jan Heylen Patrick Long Trent Hindman           |
| Sezon | Daytona Prototype International                      | Le Mans Prototype 2                         | Le Mans Prototype 3                     | GT Daytona Pro                                  | GT Daytona                                      |
| 2022  | Tom Blomqvist Oliver Jarvis                          | Ben Keating Mikkel Jensen Scott Huffaker    | Gar Robinson Felipe Fraga Kay van Berlo | Davide Rigon Daniel Serra                       | Brendan Iribe Jordan Pepper                     |

#### Zespoły
| Sezon | Prototype                                  | Prototype Challenge              | GT Le Mans                   | GT Daytona                              | GT Daytona                              |
| ----- | ------------------------------------------ | -------------------------------- | ---------------------------- | --------------------------------------- | --------------------------------------- |
| 2014  | #5 Action Express Racing                   | #54 CORE Autosport               | #912 Porsche North America   | #555 AIM Autosport                      | #555 AIM Autosport                      |
| 2015  | #5 Action Express Racing                   | #52 PR1/Mathiasen Motorsports    | #3 Corvette Racing           | #93 Riley Motorsports                   | #93 Riley Motorsports                   |
| 2016  | #5 Action Express Racing                   | #52 PR1/Mathiasen Motorsports    | #4 Corvette Racing           | #44 Magnus Racing                       | #44 Magnus Racing                       |
| 2017  | #5 Mustang Sampling Racing                 | #38 Performance Tech Motorsports | #911 Porsche GT Team         | #33 Riley Motorsports - Team AMG        | #33 Riley Motorsports - Team AMG        |
| 2018  | #31 Whelen Engineering Racing              |                                  | #66 Ford Chip Ganassi Racing | #33 Mercedes-AMG Team Riley Motorsports | #33 Mercedes-AMG Team Riley Motorsports |
| Sezon | Daytona Prototype International            | Le Mans Prototype 2              | GT Le Mans                   | GT Daytona                              | GT Daytona                              |
| 2019  | #31 Whelen Engineering Racing              | #38 Performance Tech Motorsports | #67 Ford Chip Ganassi Racing | #33 Mercedes-AMG Team Riley Motorsports | #33 Mercedes-AMG Team Riley Motorsports |
| 2020  | #10 Konica Minolta Cadilac                 | #52 PR1/Mathiasen Motorsports    | #24 BMW Team RLL             | #48 Paul Miller Racing                  | #48 Paul Miller Racing                  |
| Sezon | Daytona Prototype International            | Le Mans Prototype 2              | Le Mans Prototype 3          | GT Le Mans                              | GT Daytona                              |
| 2021  | #10 Konica Minolta Acura                   | #52 PR1/Mathiasen Motorsports    | #74 Riley Motorsports        | #4 Corvette Racing                      | #16 Wright Motorsports                  |
| Sezon | Daytona Prototype International            | Le Mans Prototype 2              | Le Mans Prototype 3          | GT Daytona Pro                          | GT Daytona                              |
| 2022  | #60 Meyer Shank Racing with Curb-Agajanian | #52 PR1/Mathiasen Motorsports    | #74 Riley Motorsports        | #62 Risi Competizione                   | #70 Inception racing                    |

#### Producenci
| Sezon | Prototype                       | GT Le Mans     | GT Daytona   |
| ----- | ------------------------------- | -------------- | ------------ |
| 2014  | Chevrolet                       | Porsche        | Ferrari      |
| 2015  | Chevrolet                       | Chevrolet      | Porsche      |
| 2016  | Honda                           | Chevrolet      | Audi         |
| 2017  | Cadillac                        | Ford           | Mercedes-AMG |
| 2018  | Cadillac                        | Ford           | Mercedes-AMG |
| Sezon | Daytona Prototype International | GT Le Mans     | GT Daytona   |
| 2019  | Cadillac                        | Ford           | Mercedes-AMG |
| 2020  | Cadillac                        | BMW            | Lamborghini  |
| 2021  | Acura                           | Chevrolet      | Porsche      |
| Sezon | Daytona Prototype International | GT Daytona Pro | GT Daytona   |
| 2022  | Acura                           | Porsche        | McLaren      |

### WeatherTech Sprint Cup

#### Kierowcy
| Sezon | GT Daytona                   |
| ----- | ---------------------------- |
| 2019  | Zacharie Robichon            |
| 2020  | Aaron Telitz Jack Hawksworth |
| 2021  | Roman De Angelis Ross Gunn   |
| 2022  | Bryan Sellers Madison Snow   |

#### Zespoły
| Sezon | GT Daytona                                 |
| ----- | ------------------------------------------ |
| 2019  | #86 Meyer-Shank Racing with Curb Agajanian |
| 2020  | #14 AIM Vasser-Sullivan                    |
| 2021  | #23 Heart of Racing Team                   |
| 2022  | #1 Paul Miller Racing                      |

#### Producenci
| Sezon | GT Daytona  |
| ----- | ----------- |
| 2019  | Porsche     |
| 2020  | Lexus       |
| 2021  | Lamborghini |
| 2022  | BMW         |